# Skradinsko Polje
Skradinsko Polje falu Horvátországban Šibenik-Knin megyében. Közigazgatásilag Skradinhoz tartozik.

## Fekvése
Šibenik központjától légvonalban 11, közúton 21 km-re északra, községközpontjától 2 km-re északnyugatra, Dalmácia középső részén, az 56-os számú főút mentén fekszik.

## Története
A településnek 1857-ben 134, 1910-ben 211 lakosa volt. Az I. világháború után rövid ideig az Olasz Királyság, ezután a Szerb-Horvát-Szlovén Királyság, majd Jugoszlávia része lett. 1991-ben lakosságának 95 százaléka pravoszláv szerb volt. Szerb többségű lakossága ellenére a délszláv háborúban nem lett a Krajinai Szerb Köztársaság része, mivel a Skradint védő horvát erők sikeresen megtartották. Szerb lakossága nagyrészt elmenekült. A településnek 2011-ben 46 lakosa volt.

## Lakosság
| Lakosság változása | Lakosság változása | Lakosság változása | Lakosság változása | Lakosság változása | Lakosság változása | Lakosság változása | Lakosság változása | Lakosság változása | Lakosság változása | Lakosság változása | Lakosság változása | Lakosság változása | Lakosság változása | Lakosság változása | Lakosság változása |
| ------------------ | ------------------ | ------------------ | ------------------ | ------------------ | ------------------ | ------------------ | ------------------ | ------------------ | ------------------ | ------------------ | ------------------ | ------------------ | ------------------ | ------------------ | ------------------ |
| 1857               | 1869               | 1880               | 1890               | 1900               | 1910               | 1921               | 1931               | 1948               | 1953               | 1961               | 1971               | 1981               | 1991               | 2001               | 2011               |
| 134                | 0                  | 136                | 137                | 178                | 211                | 206                | 264                | 202                | 223                | 220                | 210                | 199                | 163                | 57                 | 46                 |